# One Second of Love
One Second of Love je druhé studiové album americké zpěvačky Nite Jewel. Vydáno bylo dne 6. března 2012 společností Secretly Canadian. Produkoval jej zpěvaččin manžel Cole M. Greif-Neill. Ten na něm rovněž hrál na několik nástrojů a je spoluautorem některých písní. Dále se na něm podíleli například Gabe Noel a Julia Holter.

## Seznam skladeb
1. This Story – 2:37
2. One Second of Love – 4:06
3. She's Always Watching You – 3:38
4. Mind & Eyes – 3:34
5. In the Dark – 4:22
6. Memory, Man – 3:28
7. Unearthly Delights – 2:52
8. No I Don't – 4:05
9. Autograph – 4:01
10. Clive – 4:34

## Obsazení
- Nite Jewel – zpěv, syntezátor, klavír, clavinet
- Cole M. Greif-Neill – kytara, baskytara, varhany, syntezátor, clavinet, programování bicích, bicí automat
- Julia Holter – doprovodné vokály
- Gavin Salmon – bicí
- Harland Burkhart – efekty
- David Barrett – elektronika
- Corey Lee Granet – kytara
- Aaron Robinson – kytara
- Gabe Noel – violoncello, basa
- Butchy Fuego – MPC
- Dâm-Funk – syntezátor, elektrické piano